# 巴尼亚卢卡事件
1994年2月28日，隶属北大西洋公约组织的两架F-16战隼战斗机在波斯尼亚和黑塞哥维那领空击落了塞族共和国或塞尔维亚克拉伊纳共和国的5架J-21隼式攻击机。这些攻击机早前轰炸了新特拉夫尼克的一家军工厂。此次行动是北约史上首次实战，同时也是禁飞行动的一部分。
当时有6架J-21隼式攻击机从克罗地亚境内的塞尔维亚克拉伊纳共和国乌德比纳空军基地起飞，并有两架J-22鹰式攻击机协助参与。袭击目标为布戈伊诺的一家军工厂，并在任务完成后安全返回。执行任务的飞行员来自塞族共和国和塞尔维亚克拉伊纳共和国空军。英国的空中警告与管制系统战机发现了这批飞机，并在警告无果后指派正在进行战斗空中巡逻的两架美国空军F-16C战隼战斗机拦截。F-16C战机再次警告，但在警告忽视和J-21隼式攻击机投下炸弹后，F-16C与J-21隼式攻击机在克罗地亚边境发生空战。
一名美军飞行员声称击落3架飞机。第1组F-16C战机在返程加油后，接替的第2组F-16C又击落1架飞机。根据塞族共和国和塞尔维亚克拉伊纳共和国记录有5架J-21隼式攻击机被毁、3名飞行员阵亡、两人弹射逃生。唯一幸存的J-21严重受损，被迫在乌德比纳降落。幸存的3名飞行员后来皆获得了勋章。

## 背景
禁飞行动是北约在波黑领空展开的军事行动。此行动任务为实施空中监视并强制执行禁飞区规定和为联合国安全理事会授权的联合国维和部队提供密接空中支援。北约在收到联合国请求与协调后将对威胁联合国安全区的目标实施空袭。禁飞行动于1993年4月12日启动，由总部位于意大利那不勒斯的南欧洲军司令部实施。行动指挥权下放给南欧洲空军，日常任务作战指挥权由总部位于意大利维琴察的第5联合战术空军（5th Allied Tactical Air Force）负责。
禁飞区并未包括邻国克罗地亚境内。该国西部与波黑接壤的地区由塞尔维亚人自行建立的塞尔维亚克拉伊纳共和国所控制。塞尔维亚克拉伊纳共和国以原南斯拉夫空军的乌德比纳基地为核心组建了一支小型空军。1993年秋天，南斯拉夫联盟共和国捐赠一批J-21隼式攻击机给塞尔维亚克拉伊纳共和国空军。这些飞机被拆卸下来通过公路从塞尔维亚共和国运送至乌德比纳，用于组建第249战斗轰炸机中队。塞尔维亚克拉伊纳共和国空军还与波斯尼亚和黑塞哥维境内自行成立的塞族共和国空军展开合作。1993年底，应塞尔维亚克拉伊纳共和国要求，南斯拉夫联盟共和国又捐赠14架J-21隼式攻击机给塞尔维亚克拉伊纳共和国空军。塞族共和国此前已将部分军机转移至乌德比纳，其中包括数架J-22鹰式攻击机。两国空军也会一起在乌德比纳对塞族共和国空军飞行员进行训练，令他们能够在克罗地亚领空飞翔，但所有J-21隼式攻击机均没有配备可工作的雷达警告接收器。
1994年2月5日，美国空军第86战斗机联队的第526战斗机中队从德国拉姆施泰因空军基地转移至意大利阿维亚诺空军基地以便参与禁飞行动。该中队配备了F-16C战隼战斗机。

## 空战
1994年2月27日清晨，包括旅长兹韦兹丹·佩希奇（Zvezdan Pešić）中校在内的6名塞族共和国空军第92旅飞行员从巴尼亚卢卡前往乌德比纳执行任务。另有两名塞尔维亚克拉伊纳共和国空军飞行员一同前往。任务简报由两国的空军工作人员主持。此次行动的目标是空袭波黑中部城镇的波斯尼亚和黑塞哥维那共和国军工厂。6架J-21隼式攻击机袭击了新特拉夫尼克的MMK Bratstvo军工厂，还有两架J-22鹰式攻击机轰炸了布戈伊诺的斯拉夫科·罗迪奇武器制造厂。据航空作家博扬·迪米特里耶维奇（Bojan Dimitrijević）所说行动原计划是由巴尼亚卢卡的塞族共和国空军指挥中心发送暗号确认目标空域的安全，但因通讯问题，佩希奇不得不在情况不明的状态下执行任务。2月28日清晨6点，8架军机在乌德比纳陆续升空，在东北方向低空飞越丘陵地带。6点21分左右，机群抵达亚伊采与克柳奇之间的区域，能见度极佳。
一架在匈牙利执行禁飞行动的英国AWACS预警机发现至少6架飞机。机组人员通过无线电警告他们着陆、离开禁飞区，否则将动用武力，但没有收到回应。6点35分左右，AWACS预警机机组联络了在新特拉夫尼克以南约150 km（93 mi）的莫斯塔尔执行任务的两架美国第526战斗机中队F-16战机进行拦截。虽然燃料不足，美国战机还是前去拦截，并再次对他们发出警告，但J-21隼式攻击机毫无反应继续攻击。根据迪米特里耶维奇说法，J-21机群并未收到警告，因为他们的军机无法接收警告的频率。完成任务后，两架J-21返航，并将飞行高度降至1,500米（4,900英尺）左右，以减少雷达信号和被击落的风险。由于这次攻击明显违反禁飞区规定，因此在获得开火许可后，罗伯特·G·赖特（Robert G. Wright）上尉于6点42分发射了一枚雷达制导的AIM-120先进中程空对空飞弹，击中了末尾的J-21，使其坠毁在布拉茨沃（Bratstvo）。5分钟后，赖特发射了一枚热寻AIM-9响尾蛇飞弹，击中了另一架J-21，残骸坠落在距克柳奇15 km（9.3 mi）的茨尔克维诺。机群顿时大乱各自飞。6点48分，赖特再次使用AIM-9击落一架J-21。他的僚机斯科特·奥格雷迪上尉向一架逃窜的J-21发射一枚AIM-9，但未能击中。
赖特和奥格雷迪离开交战区加油时将拦截任务交给了第526战斗机中队的另外两架F-16战机。6点50分左右，斯蒂芬·L·艾伦（Stephen L Allen）上尉使用一枚AIM-9击落一架J-21。美国空军历史学家丹尼尔·豪尔曼（Daniel Haulman）认为剩下的两架J-21已经逃入克罗地亚领空，返回乌德比纳。迪米特里耶维奇认为艾伦击落了两架J-21。而美国空军官方记载击落了其中一架，另外一架逃往克罗地亚境内，不在禁飞区内。迪米特里耶维奇还称一同参与行动的两架J-22发现了F-16战机存在，但美军并未发现他们。最后，这两架J-22安然无恙地回到乌德比纳。只有一架J-21回到乌德比纳，但被近炸引信导弹击中。飞机在接近乌德比纳时引擎熄灭，被迫紧急滑翔着陆。这名飞行员报告称，其他5架飞机在特拉夫尼克上空被击落。所有幸存的J-21飞行员并未看清敌机，包括佩希奇在内的3人阵亡，两人弹射逃生。

## 结果
联合国保护部队报告称有4架飞机从乌德比纳起飞，但未能识别出型号。由于飞机低空飞行和被英国AWACS预警机发现存在时间差，因此北约当时无法确认这些飞机出自那个基地。两名弹射逃生的飞行员回来后，3名幸存飞行员受到一个特别委员会质询。该委员会负责调查事情经过，其中以战术失误为主。所有幸存飞行员后来皆获得了勋章。这次行动是北约首次实战。

## 注脚
1. ↑  AFSOUTH 2003.
2. ↑  Dimitrijević 2021，第25頁.
3. 1 2  Dimitrijević 2021，第26–27頁.
4. 1 2 3 4  Dimitrijević 2021，第26頁.
5. 1 2  Haulman 2009，第2頁.
6. ↑  Haulman 2009，第2–3頁.
7. ↑  Dimitrijević 2021，第27頁.
8. ↑  CIA 2003，第553頁.